# Rodolfo Sánchez Taboada
Rodolfo Sánchez Taboada (Acatzingo de Hidalgo, Puebla; 15 de febrero de 1895 -Ciudad de México, 2 de mayo de 1955) fue un militar y político mexicano que participó en la Revolución Mexicana, se desempeñó como jefe militar en Mazatlán Sinaloa, Jefe de la oficina de Quejas con Lázaro Cárdenas, jefe político de Baja California entre 1937 y 1944 por designación de los presidentes Lázaro Cárdenas y Manuel Ávila Camacho y como Secretario de Marina entre el 1 de diciembre de 1952 y el 2 de mayo de 1955 durante el gobierno de Adolfo Ruiz Cortines.

## Primeros años
Rodolfo Sánchez Taboada fue hijo de unos campesinos de clase media Charro Sánchez y Margarita Taboada. Inició sus primeros estudios escuela primaria en el Colegio San José de Hospicio en la ciudad de Puebla, y la secundaria en el Colegio del Estado.  

## Militar
A los 18 años participó activamente en la Revolución Mexicana se unió a las fuerzas de Venustiano Carranza, comandadas por el general Fortunato Maycotte en 1913, contra el cuartelazo de Victoriano Huerta, se unió a las fuerzas constitucionalistas que comandaba el general Fortunato Maycotte, en el noreste del país. El 10 de noviembre de 1914 recibió el grado de subteniente. Ingresó al Colegio Militar como aspirante al cuerpo médico.   
Al triunfo del movimiento, combatió a los villistas y a los zapatistas y se unió al Plan de Agua Prieta. Combatió bajo las órdenes del coronel Jesús Guajardo. Se le acusó de participar en el complot para asesinar a Emiliano Zapata en la Hacienda de Chinameca, y a lo largo de su carrera política y militar incluso fue acusado de haberle dado el tiro de gracia aunque nunca pudo ser comprobado. En contraparte Lázaro Cárdenas lo llevó a defenderse oficialmente de tales acusaciones y demostrar su inocencia. (Libro Apuntes Vol II, Pag. 568), ya que estaba ocupado sirviéndole las bebidas a Guajardo. Permaneció fiel a Obregón y Calles durante las rebeliones de las guerras delahuertista y escobarista, por lo que fue escalando diversas posiciones.   
Se desempeñó como jefe militar en Mazatlán, Sinaloa.

## Política
En 1933 y 1934, acompañó en la campaña de Lázaro Cárdenas como candidato presidencial. Una vez que fue presidente fue asignado a la oficina de quejas de la Presidencia, considerando ésta oficina como clave para la cercanía con los ciudadanos.   

### Gobernador de Baja California (1937-1944)
Del 22 de febrero de 1937 al 31 de julio de 1944 fue designado Gobernador del Territorio Norte de Baja California, único gobernador que ha durado 7 años en el gobierno) por lo que al mismo tiempo, fue el brazo agrarista de Lázaro Cárdenas y agente de colonización pues le tocó repartir las tierras de la Colorado River Land Company, ya que días antes, el 27 de enero de 1937 de tomar posesión como gobernador, (el 1 de marzo de 1937) había sucedido el Asalto a las Tierras, donde colonos mexicanos se apropiaron de las tierras de la empresa norteamericana, con la venia del gobierno federal, y se cumplía así el compromiso de la empresa norteamericana fechado el 14 de abril de 1936, de vender su latifundio de 258,455 hectáreas que oficialmente poseía en el Valle de Mexicali, a los colonos mexicanos, Rodolfo le tocó repartir un total de 621,094 hectáreas en el estado.
Su administración fue de las más progresistas en obras materiales que llevaron gran desarrollo a esa región apartada del país. Promovió la instalación de al menos 40 ejidos con su centro de población y escuela en cada uno de ellos en el Valle de Mexicali. Repartió terrenos en ejidos en Ensenada como los ejidos Eréndira, Ajusco, Uruapan y Nacionalista, (que después se renombró, Sánchez Taboada) Construyó unas 150 escuelas en el estado durante su gestión.
Inició la construcción de la carretera trans-peninsular que inicia en Tijuana y culmina en Cabo San Lucas. También la construcción de la Carretera Ensenada San Felipe.  Impulsó fuertemente la red de agua potable en Tijuana a partir de la presa Abelardo L. Rodríguez. Estableció el régimen de “zona libre” en el estado. Durante su gestión se oficializó el Sindicato de Burócratas del estado de Baja California.
Al ser cancelados los permisos para casinos, el gobierno sufrió por la falta de ésos ingresos fiscales, pues ésas actividades eran motor de la economía regional destinada principalmente a ciudadanos norteamericanos.

### Secretario de Marina
Volvió a servicio al ejército donde fue ascendido a general brigadier en 1945. Ocupó la presidencia del Partido Revolucionario Institucional en el Distrito Federal y en diciembre de 1946 fue elegido presidente Nacional del PRI, cargo que ostentó durante todo el gobierno de Miguel Alemán Valdés. Le tocó dirigir la campaña presidencial de Adolfo Ruiz Cortines. Su secretario particular fue Luis Echeverría.  
En 1952, el presidente Adolfo Ruiz Cortines lo nombró Secretario de Marina, cargo que mantuvo hasta el día de su muerte en 1955.

## Honores
- En Mexicali el 24 de marzo de 1963, se instaló una glorieta y estatua en su honor, para la cual asistió el subsecretario de Gobernación, Luis Echeverría Álvarez, que después fue presidente de México.  El evento fue de una relevante repercusión política en ese entonces, donde asistieron el gobernador del Estado Eligio Esquivel, el gobernador de Sinaloa y los presidentes municipales de Ensenada, Tijuana y Mexicali y otras mil personas con silla asignada. El aeropuerto Internacional de Mexicali General Rodolfo Sánchez Taboada. En Tijuana una estatua, una colonia y una avenida. En Mazatlán hay una glorieta con su nombre.[7] En Baja California hay colonias, escuelas, senderos, y otras entidades con su nombre.

- El Aeropuerto Internacional de Mexicali, Baja California, ha sido nombrado en su honor.
- El Boulevard General Rodolfo Sánchez Taboada es una vialidad principal de Tijuana.
- En Chetumal, Quintana Roo, existe una calle que lleva su nombre, ubicada en el fraccionamiento Gonzalo Guerrero